# Organizacijska klima
Klima poleg kulture predstavlja enega izmed organizacijskih dejavnikov, ki je najbolj neposredno povezan z vsemi ostalimi elementi organizacije in njenim okoljem ter vsemi posamezniki v sistemu. Vsaka sprememba, aktivnost, vedenje v podjetju se odraža tudi na klimi ter vsaka sprememba kulture in klime povzroči spremembe na vseh ostalih področjih v organizaciji.

## Opredelitev organizacijske klime
Organizacijsko klimo definiramo kot tako imenovano psihološko izgradnjo sistema, ki opredeljuje trenutne lastnosti organizacije in ki se izraža preko zaznavanja sistema s strani pripadnikov (zaposlenih). Predstavlja niz merljivih lastnosti delovnega okolja, ki so zaznana neposredno ali posredno s strani zaposlenih. Vpliva na motivacijo in vedenje zaposlenih. Je relativno trajna, nastaja preko interakcije med zaposlenimi oz. člani organizacije, oblikuje se na podlagi dejanskih dogodkov, povratno vpliva na interpretacijo dogodkov in vedenje zaposlenih, nanaša se na odnose med zaposlenimi ter tudi na odnos organizacije do zunanjega okolja, odraža cilje organizacije ter predstavlja kakovost delovnega okolja. 
Predstavlja način, kako zaposleni razumejo sistem. 
S pojmom organizacijska klima opredeljujemo tiste značilnosti, po katerih se organizacija loči od drugih in ki vplivajo na vedenje ljudi v njej. 

### Temeljni elementi celostnega sistema organizacijske klime v organizaciji
- interakcije z ljudmi,
- zadovoljstvo,
- lojalnost,
- počutje pri delu,
- sodelovanje,
- solidarnost,
- zavest ljudi,
- avtonomnost.

### Pomembni vplivi na organizacijsko klimo
Pomembni vplivi na organizacijsko klimo so med drugim tudi najvišje vodstvo podjetja, zgodovina in tradicija podjetja, tehnologija, vrste storitev, ki jih podjetje opravlja, nabor strank, pričakovanja v podjetju s strani zaposlenih in nadrejenih, informacijski sistem, delovni postopki, motiviranje zaposlenih, organizacija dela ter cilji in vrednota, ki jih podjetje zagovarja.
Razvoj dobre organizacijske klime je zelo dolgotrajen in zahteven proces, ustvarjeno klimo pa lahko z eno napačno odločitvijo zelo hitro porušimo. Zato je potrebna posebna previdnost pri soustvarjanju le te.

## Izhodišča organizacijske klime
Klima predstavlja poenostavljen vidik elementa organizacije. V najbolj splošnem smislu nam organizacijska klima predstavlja tako imenovano organizacijsko razpoloženje, ki pa se odraža v načinu delovanja organizacije, v splošnem vzdušju ter v načinu vedenja posameznikov v organizaciji. To organizacijsko razpoloženje je v določeni obliki prisotno v vsakem poslovnem sistemu in v vsaki organizaciji ter je integrirano v vse procese, zaposlene, postopke in podobno. Razpoloženje pa vpliva tudi na kazalnike uspeha, zunanje deležnike organizacije in podobno. Hkrati pa zaposleni, zunanji deležniki, uspešnost … povratno spet vplivajo na splošno organizacijsko razpoloženje. Z organizacijsko klimo se tesno povezuje tudi organizacijska kultura, medsebojno vplivata ena na drugo in se vedno skupaj odražata.
Učinki kulture in klime so stalno prisotni na vseh področjih organizacije. Zato kulture in klime nikoli ne obravnavamo ločeno izven dogajanja v organizaciji. Vsaka sprememba, vezana na zaposlene, strukturo, procese, bo vedno vplivala na spremembe organizacijske kulture ter klime in obratno.

## Osnovni namen klime
Osnovni skupni namen organizacijske klime je celostni razvoj in usmerjanje celotnega poslovnega sistema ter vseh njegovih članov v želeno smer. Želeno stanje je vedno oblikovano z upoštevanjem preteklega stanja in izkušenj, trenutno danih možnosti ter zasnovanih ciljev za prihodnost in je skupno dogovorjeno.

## Organizacijska klima in njen pomen za podjetje
Klima je skupna percepcija delovnega okolja, kot ga vidijo zaposleni. Lewin, Lippit in White so z izrazom klima prvi opisali različne tipe organizacije, le ta se je v začetku proučevala v povezavi z načinom vodenja (avtokratsko, demokratsko in vodenje po principu individualne svobode), kasneje pa se je koncept klime razširil še na druge dimenzije delovnega okolja: strukturo, individualno odgovornost, nagrajevanje, tveganje, podporo in prijaznost ter tolerantnost in konflikte. Vsaka sprememba, ki se zgodi v organizaciji, se odraža tudi v percepciji zaposlenih.
Zaposleni delovno okolje in vodenje zaznavajo kot bolj spodbudno v podjetjih, v katerih dajejo večji pomen razvoju perspektivnih kadrov, načrtujejo razvoj kariere in sistematično skrbijo za nasledstvo. Pri delu so bolj samostojni  ter vidijo večjo možnost razvoja kariere posamezniki, ki prihajajo iz podjetij, v katerih skrbijo za razvoj perspektivnih posameznikov ter uveljavitev posameznikov v širšem strokovnem, poslovnem ter družbenem okolju.
Tudi donosnost kapitala v podjetjih je pomembno višja tam, kjer zaposleni zaznavajo bolj spodbudno delovno okolje in vodenje, večjo samostojnost pri delu ter boljše možnosti razvoja kariere. Torej je v takih podjetjih koeficient rasti čistih prihodkov iz prodaje večji. Vsi ti odnosi kažejo na to, da sta uspešnost podjetja in dobra organizacijska klima med seboj povezani, je pa treba poudariti, da ni nujno, da gre med obema za enostaven vzročni odnos.

## Razlika med klimo in kulturo

### Osnovne in najpomembnejše razlike med kulturo in klimo
| Organizacijska kultura                   | Organizacijska klima                     |
| ---------------------------------------- | ---------------------------------------- |
| globalna usmerjenost                     | lokalna usmerjenost                      |
| višja stopnja trajnosti in stabilnosti   | začasnost in nižja stopnja stabilnosti   |
| usmerjenost v preteklost in prihodnost   | usmerjenost v sedanjost                  |
| slabša prepoznavnost in manjša vidnost   | dobra prepoznavnost in večja vidnost     |
| razvoj skozi daljša časovna obdobja      | razvoj v trenutnem obdobju               |
| višja raven absorbcije pojma             | nižja raven abstrakcije pojma            |
| vezanost na strateški nivo               | vezanost na taktični in operativni nivo  |
| sistemski pomen                          | procesni pomen                           |
| počasno spreminjanje                     | hitro spreminjanje                       |
| zelo izrazit vpliv kulture na klimo      | malo manj izrazit vpliv kulture na klimo |
| globok konstrukt                         | zgolj odsev stanja v prostoru in času    |
| zelo zahtevno upravljanje                | dokaj enostavno upravljanje              |
| večja teoretična usmerjenost proučevanja | večja empirična usmerjenost proučevanja  |
| prevlada kvalitativne metodologije       | prevlada kvantitativne metodologije      |
| ustvarjanje preko globalnih interakcij   | ustvarjanje preko postopkov in procesov  |

Organizacijska kultura in klima se razlikujeta tudi glede na to, na kakšen način sta integrirani v organizacij, saj sta povezani z različnimi skupinami elementov poslovnega sistema. Tako je kultura bolj vezana na strateške, globalne in sistemske elemente, klima pa bolj na operativne in procesne elemente. 

Pri organizacijski kulturi gre za večjo povezanost s strategijo, vizijo, razvojem, strateškimi cilji, intelektualnim kapitalom, stabilnostjo, splošno rastjo, organiziranostjo, finančnim kapitalom in globalnimi interakcijami organizacije.
Pri organizacijski klimi pa gre za večjo medsebojno povezanost s procesi, postopki, politiko, kratkoročnimi cilji, internim okoljem, strukturo zaposlenih, operacionalizacijo in načini poslovanja organizacije.

Organizacijska kultura je torej vezana bolj na makro okolje poslovnega sistema, organizacijska klima pa bolj na mikro okolje. Obe sta enakega pomena in razvoju obeh moramo posvetiti enako pozornosti, da bodo naši rezultati optimalni.

Kultura je v organizaciji vedno slabo vidna in tudi težko razpoznavna ter neredko celo prikrita. Klima je na drugi strani hitro razpoznavna, dobro vidna in jo je praktično nemogoče prikriti ali izkazovati v drugi obliki. Posledično je kulturo težje meriti in je pogosteje predmet manipuliranja, medtem, ko je merjenje klime enostavno in je z njo nemogoče neopazno manipulirati.

Na tem področju so bile narejene številne raziskave, vendar vseeno ni enotnega mnenja, kaj je organizacijska kultura in kaj klima ter kako oboje vpliva na organizacijo in posameznika. Besedi se pogosto pojavljata kot sinonima, kar lahko pripelje do zmede in konfliktov. Izraz kultura je bil vpeljan, da bi zajel tudi vrednote in druge sestavine, ki jih pojem klima ne vsebuje.